# Gian & Giovani (álbum de 1997)
Gian & Giovani é o sétimo álbum da dupla sertaneja Gian & Giovani, lançado em 1997. Com arranjos do Roupa Nova e produção de Paulo Debétio, a dupla acertou em cheio no repertório, com canções como "Não Vivo Sem Você", composta por Luiz Carlos do Raça Negra e Elias Muniz, e na versão feita pela dupla, "Eu Busco Uma Estrela", que despontou nas paradas de sucesso em todo o país. Um dos grandes momentos do disco, é a participação de Alcione na canção "Amiga, Amigo", um "sambanejo" composta por Paulo Debétio, mostrou a capacidade da dupla em se aventurar noutros estilos, sem perder sua identidade. Outros destaques desse disco, foram as canções "Tentativas", "Que Raio de Amor é Esse", "Amigo Seu" e "Me Dá um Beijo".
Com dois meses e meio de lançamento, a dupla já comemorava as 500 mil cópias desse álbum. Em maio de 97, o disco figurava entre os 10 mais vendidos do país. Segundo a gravadora da dupla na época, a BMG, logo que lançou a música "Não Vivo Sem Você", em junho de 1997, a dupla bateu vários recordes -foi líder de execução em Brasília e chegou a sexto lugar em São Paulo.
Junto com esse sucesso, nos dias 01/2 de agosto de 1997, estreavam no Olympia (casa de espetáculos) com o show denominado "Eu Busco uma Estrela"[carece de fontes?], que trouxe homenagens a cantores da MPB e clássicos como "Canção da América" (homenagem a Milton Nascimento) e "O Bêbado e a Equilibrista" (tributo a Elis Regina) e "Amargurado" (Tião Carreiro). Em telão, reverenciaram Tom Jobim, Renato Russo e Cazuza. Com o coral da USP, fizeram ainda -à Roberto Carlos- uma homenagem a Nossa Senhora de Aparecida.
No final de 1997, foi lançado o Home Vídeo desse show "Eu Busco uma Estrela", gravado no Olímpia, em São Paulo, com participação da cantora Alcione e do coral da USP, como foi citado acima. Na época, o show foi considerado pela crítica um dos melhores já apresentados por sertanejos na Capital.
Em meados de 1998, esse álbum já ultrapassava a marca de 700.000 mil cópias. Meses depois, alcançou as 800 mil cópias, recebendo o disco de platina triplo.
A canção "Eu Busco Uma Estrela (Yo Busco Una Estrella)" fez parte da trilha sonora da telenovela Estrela de Fogo vol.2, da RecordTV em 1998.

## Faixas
| N.º            | Título                                         | Compositor(es)                                    | Duração |  |
| 1.             | "Não Vivo Sem Você"                            | Luiz Carlos / Elias Muniz                         | 4:28    |  |
| 2.             | "Eu Busco Uma Estrela (Yo Busco Una Estrella)" | Rick Orozco / Miguel Spinola - Vs: Gian / Giovani | 4:17    |  |
| 3.             | "Tentativas"                                   | Paulo Debétio / Paulinho Rezende                  | 4:00    |  |
| 4.             | "Minhas Leis"                                  | Paulo Debétio / Paulinho Rezende                  | 3:42    |  |
| 5.             | "Amiga, Amigo" (com Alcione)                   | Paulo Debétio / Paulinho Rezende)                 | 3:11    |  |
| 6.             | "Que Raio de Amor É Esse?"                     | Waldyr Luz / Tivas                                | 3:06    |  |
| 7.             | "Um Amor Para Dois Amigos"                     | Joel Marques / Ivone Ribeiro                      | 2:56    |  |
| 8.             | "Limites da Paixão"                            | Michael Sullivan / Dudu Falcão                    | 2:54    |  |
| 9.             | "Querer e Perder (Querer y Perder)"            | Ray Girado - Vs: Roberto                          | 4:34    |  |
| 10.            | "Amigo Seu"                                    | Feio / Mau                                        | 3:40    |  |
| 11.            | "Sei Que Vou Te Querer Amar"                   | Joel Marques / Ivone Ribeiro                      | 3:34    |  |
| 12.            | "Me Dá Um Beijo"                               | Waldir Luz/ Paulo Debétio                         | 4:13    |  |
| 13.            | "Doidinho, Doidinho"                           | César Augusto                                     | 4:33    |  |
| 14.            | "Meu Último Amor"                              | Rio Negro / Solimões                              | 4:23    |  |
| 15.            | "Cadê o Nosso Amor"                            | Jefferson Farias                                  | 3:33    |  |
| Duração total: | Duração total:                                 | Duração total:                                    | 54:24   |  |